# Wilhelm Hess (Mathematiker)
Wilhelm Hess, auch Heß, (* 4. Februar 1858 in Aschaffenburg; † 25. September 1937 in Bamberg) war ein deutscher Mathematiker, Hochschullehrer und fränkischer Landesgeschichtsforscher in Bamberg.

## Leben und Wirken
Hess wuchs in Amorbach auf, wo sein Vater Rechnungsrat des Fürsten von Leiningen war. Er ging in Würzburg auf das Gymnasium mit dem Abitur 1875 und studierte danach in Würzburg und München Mathematik und Physik. 1879 legte er die Staatsprüfung für das Lehramt ab und 1880 promovierte er summa cum laude bei Philipp Ludwig Seidel in München (Dissertation: Das Rollen einer Fläche zweiten Grades auf einer invarianten Ebene). Hess war in München Schüler von Alexander von Brill und Felix Klein. Er wurde Lehrer an der Königlichen Kreisrealschule in München, blieb aber auch wissenschaftlich aktiv vor allem in analytischer Mechanik und Hydrodynamik und habilitierte sich 1884 in München an der Technischen Hochschule. Ab 1888 wirkte er in Bamberg, zunächst als außerordentlicher und ab 1898 als ordentlicher Gymnasialprofessor am königlichen Lyzeum (der späteren Otto-Friedrich-Universität Bamberg). 1910 wurde er Hochschulprofessor. 1912 bis 1915 war er Rektor des Lyzeums in Bamberg (ab 1923 Philosophisch-Theologische Hochschule). 1925 wurde er emeritiert und zum Geheimen Regierungsrat ernannt.
Bekannt ist er für eine exakte Lösung der Kreiselgleichungen, das Hesssche Pendel, veröffentlicht 1890.
In Bamberg befasste er sich vor allem mit Geschichte, Kunstgeschichte (besonders von Bamberg und Oberfranken) und Wissenschaftsgeschichte. Er veröffentlichte eine Geschichte des Bamberger Lyzeums in drei Bänden und gab die Matrikel der Bamberger Akademie und Universität (während ihres Bestehens 1648 bis 1803) heraus. 1904 wurde er Mitglied des Historischen Vereins Bamberg, in dessen Vereinsausschuss er 1909 bis 1928 war. Danach war er Ehrenmitglied.
Er war 1876 einer der Gründer des katholischen süddeutschen Studentenvereins Normannia und auch in der katholischen Kirche aktiv, weshalb er zum päpstlichen Hauskomtur ernannt wurde.
Er war mit Laura Schwarz aus Bamberg verheiratet und hatte zwei Söhne und eine Tochter. Der Sohn Johannes war Pfarrer in Münchberg, der Sohn Wilhelm Generalmajor der Bundeswehr.
Eine Straße in Bamberg ist nach ihm benannt (Geheimrat-Heß-Ring).

## Veröffentlichungen (Auswahl)
- Bamberger Matrikel I. Bamberg 1923.